# Leiochrides pallidior
Leiochrides pallidior är en ringmaskart som först beskrevs av Chamberlin 1918.  Leiochrides pallidior ingår i släktet Leiochrides och familjen Capitellidae.
Artens utbredningsområde är Mexikanska golfen. Inga underarter finns listade i Catalogue of Life.